# Lütfullah Kayalar
Lütfullah Kayalar né en 1952, à Akdağmadeni, Yozgat, est un homme politique turc.
Diplômé de la faculté de droit de l'Université d'Ankara. Il est député de Yozgat (1983-2002) sur la liste de la parti de la mère patrie. Il est ministre de l'agriculture, des forêts et des affaires rurales (1989-1991) et ministre des finances (1996). 
En 2023, il est élu député à Yozgat pour Le Bon Parti. 